# Clusia fockeana
Clusia fockeana är en tvåhjärtbladig växtart som beskrevs av Friedrich Anton Wilhelm Miquel. Clusia fockeana ingår i släktet Clusia och familjen Clusiaceae. Inga underarter finns listade i Catalogue of Life.